# ستيفن كليف بارتليت (رجل أعمال)
ستيفن كليف بارتليت (مواليد 26 أغسطس 1992)  رجل أعمال بريطاني وشخصية تلفزيونية. وهو أحد مؤسسي Social Chain.  في عام 2022 ، بدأ في الظهور كمستثمر في برنامج بي بي سي وان Dragons 'Den .  

## طفولته وتعليمه
ولد بارتليت في بوتسوانا . ثم انتقل إلى بليموث ، إنجلترا في سن الثانية ، حيث نشأ ، والتحق بالمدرسة الثانوية والستنين التحضيرية (بعد المرحلة الثانوية).   بعدها ذهب للدراسة في جامعة مانشستر متروبوليتان ، لكنه ترك الدراسة بعد محاضرة واحدة فقط.  

## حياته المهنية
في عام 2013 ، أسس بارتليت Wallpark. 
في عام 2014 ، شارك بارتليت في تأسيس Social Chain ، وهي شركة تسويق عبر وسائل التواصل الاجتماعي مقرها مانشستر ، المملكة المتحدة ، مع Dominic McGregor.  
في عام 2017 ، أنشأ سلسلة بودكاست بعنوان The Diary of a CEO ، والتي ضمّت ضيوفًا من بينهم Liam Payne و Tom Blomfield .  اعتبارًا من عام 2021 ، يعد هذا البودكاست التجاري الأكثر انتشاراً في أوروبا وقد ضم رواد الأعمال البريطانيين بن فرانسيس ولي تشامبرز وجريس بيفرلي ، بالإضافة إلى شخصيات عامة أخرى بما في ذلك وزير الصحة السابق مات هانكوك وعالم النفس الكندي جوردان بيترسون .   
في عام 2019 ، اندمجت Social Chain ومتاجر التجزئة عبر الإنترنت الألمانية Lumaland لتصبحا شركة Social Chain AG ، مدرجة في XETRA وبورصة دوسلدورف للأوراق المالية.  قيمت القائمة الشركة بأكثر من 200 مليون دولار.  في عام 2020 ، غادر العمل. 
في عام 2019 ، ظهر في سلسلة القناة الرابعة The Secret Teacher ، حيث كان دوره يثمل شخصاً يعمل متخفيًا كمدرس في مدرسة بالقرب من ليفربول. 
في مايو 2021 ، تم التأكيد على أن بارتليت ، البالغ من العمر 28 عامًا ، سيكون أصغر مستثمر على الإطلاق في برنامج بي بي سي طويل الأمد Dragons 'Den . 
في عام 2021 ، أصدر بارتليت كتابه الأول Happy Sexy Millionaire ، والذي كان من أكثر الكتب مبيعًا في Sunday Times . 

### جوائزه
في عام 2020 ، تم إدراجه في إحدى قوائم Forbes 30 Under 30 . 